# Kenneth Hedley Lewis Key
Kenneth Hedley Lewis Key, född 28 augusti 1911 i Kapstaden, Sydafrika, död 11 januari 2002 i Canberra, Australien, var en australisk entomolog. 
Han var särskilt uppmärksammad för sin forskning kring australiska gräshoppor. Tillsammans med sitt team fastställde han bland annat orsakerna till gräshoppsutbrott i östra Australien, och försåg de lokala myndigheterna med de grundläggande kunskaper som krävdes för att kontrollera dessa.